# Brett J. Gladman
Brett James Gladman (født 19. april 1966) er canadisk astronom og lektor ved University of British Columbia, Vancouver, USA.
Han er bedst kendt som opdager eller med-opdager af flere elementer i solsystemet, blandt andet månerne til Uranus, Caliban og Sycorax. Han har ligeledes studeret opbygningen af flere af de mindre himmellegemer i solsystemet.
Gladman modtog H.C. Urey-prisen af det amerikanske astronomiske selskab i 2002. Asteroide nr. 7638 er døbt Gladman efter ham.